# Amyris staminosa
Amyris staminosa är en vinruteväxtart som beskrevs av Cyrus Longworth Lundell. Amyris staminosa ingår i släktet Amyris och familjen vinruteväxter. Inga underarter finns listade i Catalogue of Life.